# Abattoir de Lamballe
L'abattoir de Lamballe est un site d'abattage et de découpe de porcs situé à Lamballe, dans les Côtes d'Armor. Il est aussi le siège de la société Cooperl Arc Atlantique.
Le site emploie environ 2 000 salariés. Approximativement 50 000 porcs y sont abattus chaque semaine, ce qui en fait le plus gros abattoir porcin de France.

## Historique
Le site est acheté par la Cooperl en 1978, en même temps que l'abattoir de Montfort-sur-Meu.
En 2016, l'abattoir connaît une grève de deux semaines qualifiée d'historique par L'Humanité, pendant laquelle les salariés protestent contre une baisse de leurs salaires.